# 전격대작전
전격대작전(영어: The Persuaders!)는 ITC 엔터테인먼트에서 제작, ITV와 ABC 방송국에서 방영된 액션 모험물 시리즈이다. 편당 49분에 총 24편으로 제작되었으며, 로저 무어와 토니 커티스가 주역을 맡았다. 주제곡은 존 배리가 작곡하였다.

## 대한민국 방영
- 대한민국에서는 1972년 TBC 동양방송에서 첫 방영 받고 ~1980년 11월 8년 까지 마지막이었고 1982년 9월 MBC 문화방송 방영 바뀌고 이동 받고 ~ 1983년 7월 1년까지 마자막방영이었고 1983년 10월 5일부터 1984년 3월 28일까지 매주 수요일 밤에 KBS 제2 텔레비전에서 방영 바뀌고 이동 받고 맡기게 되고 방송되었다.[1]